# Sybra obliquealbofasciata
Sybra obliquealbofasciata là một loài bọ cánh cứng trong họ Cerambycidae.